# ديفون لوري
ديفون لوري (بالإنجليزية: Devon Lowery)‏ هو لاعب كرة قاعدة أمريكي، ولد في 24 مارس 1983 في لينكنتون في الولايات المتحدة.

## وصلات خارجية
- ديفون لوري على موقع دوري كرة القاعدة الرئيسي (الإنجليزية)
- ديفون لوري على موقعبيزبول رفرنس.كوم (الدوري الرئيسي) (الإنجليزية)
- ديفون لوري على موقعبيزبول رفرنس.كوم (الدوري الثانوي) (الإنجليزية)
- ديفون لوري على موقع إي إس بي إن.كوم (أم.أل.بي) (الإنجليزية)
- ديفون لوري على موقع مشجعي الرسوم البيانية (الإنجليزية)